# Zeelandkaart
De Zeelandkaart was een telefoonkaart met de mogelijkheid om ook te betalen in winkels, openbaar vervoer en parkeermeters, een voorloper van de chipper, waarmee een proef is gehouden in Zeeland van 1995 tot 1998
De proef is voortijdig gestopt vanwege de mogelijkheid van het illegaal opladen van deze kaarten. Ook de chipper is vanwege het illegaal opladen gestopt.
De Zeelandkaarten hadden een bijzondere opdruk, zodat ze te onderscheiden waren van normale telefoonkaarten. Men kon tijdens de proef ook met normale telefoonkaarten betalen in Zeeland.